# Diplacodon
Diplacodon — рід доісторичних непарнокопитних родини Brontotheriidae. Він був розміром з носорога, з двома останніми верхніми премолярами, схожими на моляри.
Новий вид, D. gigan, був описаний Метью К. Мільбахлером у 2011 році зі Сполучених Штатів.